# Trichorhina xoltumae
Trichorhina xoltumae är en kräftdjursart som beskrevs av Stanley B. Mulaik 1960. Trichorhina xoltumae ingår i släktet Trichorhina och familjen myrbogråsuggor. Inga underarter finns listade i Catalogue of Life.